# Prionolabis boharti
Prionolabis boharti là một loài ruồi trong họ Limoniidae. Chúng phân bố ở miền Tân bắc.